# دار فيلاسكيز
كازا دي فيلاسكيز أو دار فيلاسكيز هي مدرسة فرنسية في إسبانيا على غرار فيلا ميديشي في روما، دار عبد اللطيف في الجزائر.
نشأت فكرة إنشاء فيلا مماثلة في إسبانيا في عام 1916 من قبل الملحن شارل ماري ويدور الذي كان في ذلك الوقت سكرتيرًا لأكاديمية الفنون الجميلة في معهد فرنسا. لاقت الفكرة دعم ألفونسو الثالث عشر ملك إسبانيا الذي اختار بنفسه موقعًا في مدريد وتنازل عنه لفرنسا. تأسست المؤسسة بشكل قانوني في عام 1920، وافتتحت لأول في عام 1929. وُسعت الفيلا على يد المهندس المعماري كاميل لوفيفر حتى عام 1935، وبُنيت على طراز إحياء العصر الذهبي الإسباني، متأثرًا بأعمال المهندس المعماري خوان دي هيريرا. وفي نوفمبر 1936، خلال الحرب الأهلية، قُصِف المبنى وتعرض لأضرار بالغة بسبب موقعه على خط المواجهة في حصار مدريد. ثم أعيد بناؤها بأسلوب أبسط في عام 1959، وفقدت أبراجها المميزة المغطاة بألواح الأردواز.